# Walt Mossberg

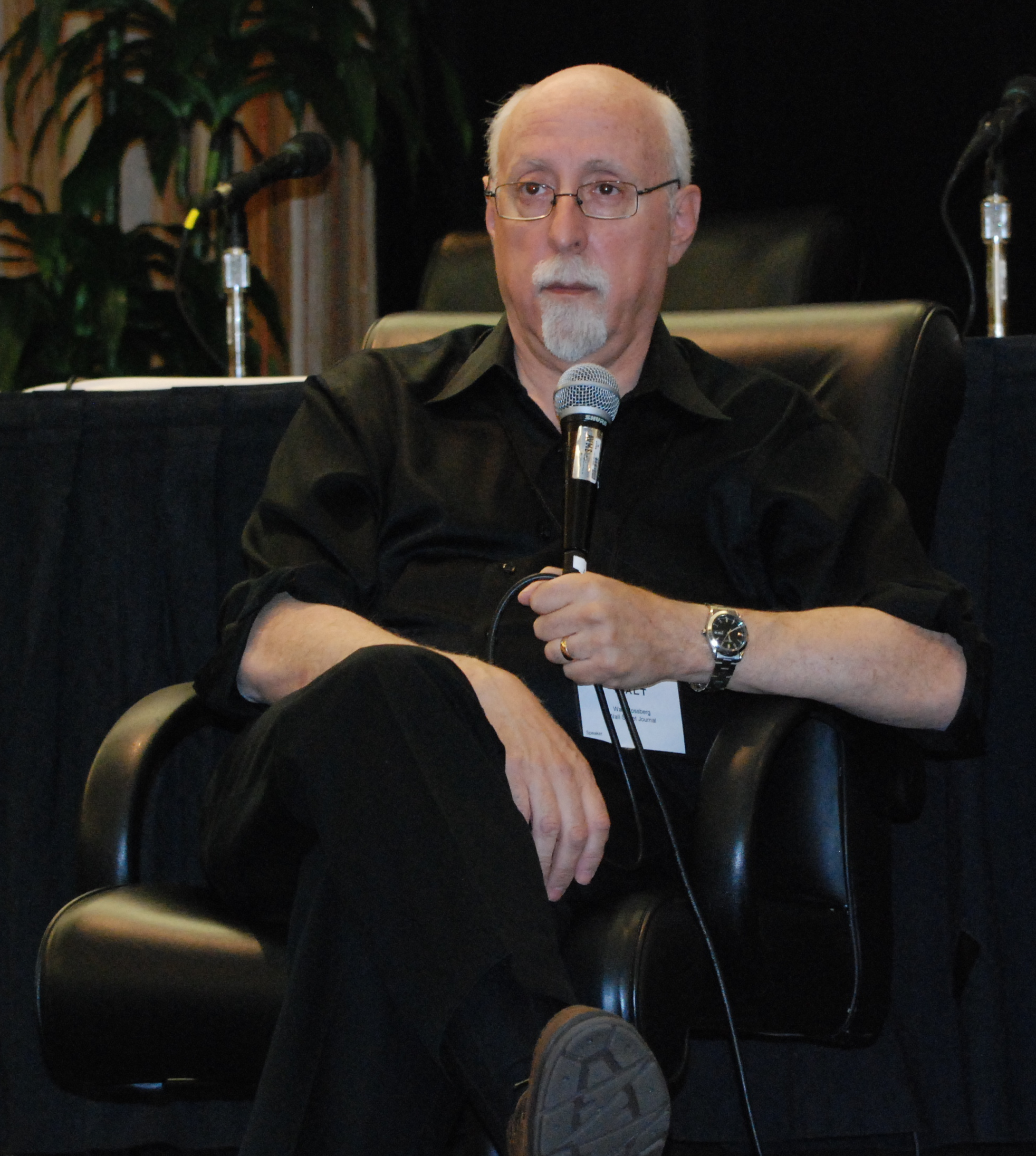

Walter S. Mossberg (nacido el 27 de marzo de 1947) es un periodista y presentador de conferencias tecnológicas estadounidense.
Mossberg fue el principal columnista de tecnología de The Wall Street Journal desde 1984 hasta que Dow Jones anunció en 2013 que Mossberg dejaría The Wall Street Journal como parte de la ruptura con AllThingsD,  una conferencia tecnológica y un sitio web propiedad de Dow Jones, pero creado y gestionado por Mossberg y Kara Swisher. Junto con otros reporteros de AllThingsD, Mossberg y Swisher iniciaron una nueva web de llamada Recode en 2014 de la que sería editor general y que fue adquirida por Vox Media en 2015. Tenía un podcast semanal llamado Ctrl-Walt-Delete También fundó las conferencias D y Code, fue coproductor ejecutivo de la anual Code Conference y fue editor ejecutivo de The Verge.

## Biografía
Mossberg, nacido en Warwick (Rhode Island) y se graduó en la Universidad de Brandeis y la Escuela de Periodismo de la Universidad de Columbia.
Mossberg fue reportero y editor de The Wall Street Journal en Washington D. C. desde 1970  hasta 1984 antes de dedicarse exclusivamente a la tecnología. La columna de Tecnología Personal de Mossberg apareció todos los jueves desde 1991 hasta 2013. También editó la columna Digital Solution cada miércoles (escrita por su colega, Katherine Boehret), y escribió la columna Mossberg's Mailbox los jueves. Apareció semanalmente en la CNBC y en vídeos de la web, y fue invitado en numerosas ocasiones al Charlie Rose Show, que se emite en las emisoras de PBS.
En 1999, Mossberg se convirtió en el primer escritor de tecnología en recibir el premio Loeb. En 2001, ganó el Premio Mundial de Tecnología para Medios de Comunicación y Periodismo y recibió un doctorado honorario en Derecho por la Universidad de Rhode Island. Mossberg está ampliamente considerado como uno de los escritores más influyentes sobre tecnología de la información. En 2004, en un extenso perfil, Wired lo llamó "The Kingmaker" (hacedor de reyes en castellano), diciendo que "pocos críticos han tenido tanto poder para dar forma a los éxitos y fracasos de una industria". Un perfil de 2007 en el New Yorker se titulaba "Todo el mundo escucha a Walter Mossberg" y lo declaraba "alguien cuyo juicio puede ratificar años de esfuerzo o hundir el espectáculo".

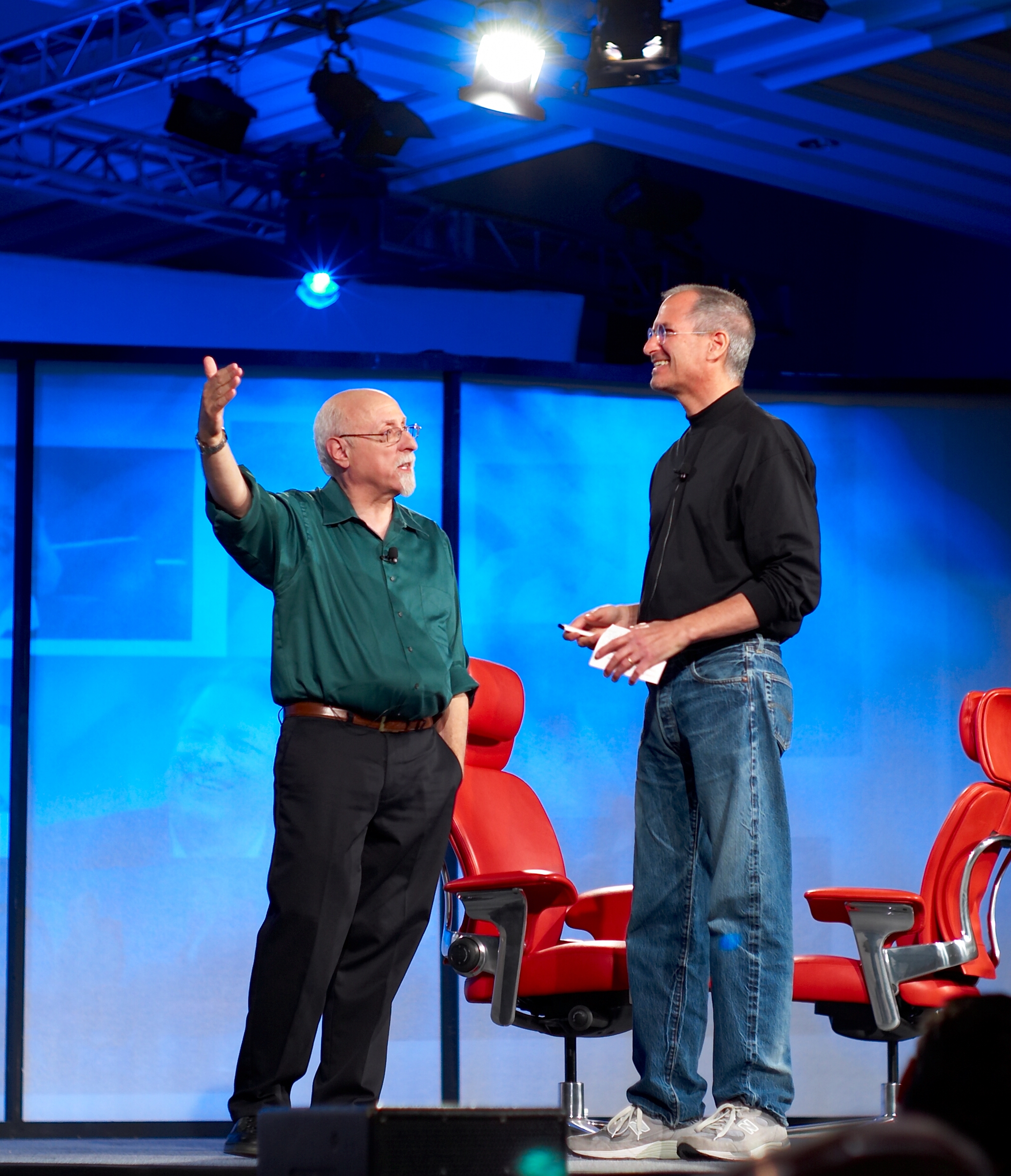
Mossberg con Steve Jobs en 2007

En 2017, recibió el Premio a la Trayectoria del Premio Loeb.
En colaboración con su colega columnista Kara Swisher, Mossberg creó, produjo y organizó la conferencia anual All Things Digital del Journal en Carlsbad (California), en la que conocidos líderes tecnológicos, como Bill Gates, Steve Jobs y Elon Musk, aparecían en el escenario sin comentarios preparados ni diapositivas, y eran entrevistados por los dos columnistas. Ese concepto de conferencia continúa hoy en día en forma de su Code Conference. Mossberg y Swisher también coeditaron el sitio web All Things Digital, que incluía las columnas de él, el blog de ella y otras publicaciones.
El 30 de mayo de 2007, Mossberg y Swisher realizaron una histórica entrevista conjunta, no ensayada, en el escenario con Steve Jobs y Bill Gates. Al mes siguiente, Mossberg fue uno de los cuatro periodistas a los que se les proporcionó acceso anticipado al primer iPhone para que lo revisaran.
En septiembre de 2013, de mutuo acuerdo, Dow Jones & Co. y Mossberg y Swisher anunciaron que no renovarían el contrato con AllThingsD, y que Mossberg dejaría The Wall Street Journal a finales de año.
El 2 de enero de 2014, Mossberg y Swisher lanzaron Recode, un sitio web de tecnología. El sitio web fue adquirido por Vox Media en mayo de 2015 en un acuerdo por acciones.
Se jubiló en 2017, pero aún forma parte del consejo de The News Literacy Project.